# Rotari (Transnistria)
Rotari (en rumano: Rotari; en ruso: Ротарь, romanizado: Rotar; en ucraniano: Ротар, romanizado: Rotar) es una comuna y pueblo ubicado en la parcialmente reconocida República de Transnistria, dentro del distrito de Cámenca, aunque de iure pertenece a Moldavia. 

## Geografía
Rotari se encuentra cerca de la frontera con Ucrania (frontera con los óblast de Vínnitsia y Odesa. Hay un puesto de control local de Rotari-Studena.     
La comuna se compone de tres pueblos: Rotari, Bodeni (en ruso: Боданы, romanizado: Bodany; en ucraniano: Бодани, romanizado: Bodani) y Socolovca (en ruso: Соколовка, romanizado: Sokolovka; en ucraniano: Соколівка, romanizado: Sokolivka).     

## Historia
En 1924, Rotari pasó a formar parte del óblast autónomo de Moldavia, que pronto se convirtió en la República Socialista Soviética Autónoma de Moldavia, y en la República Socialista Soviética de Moldavia en 1940 durante la Segunda Guerra Mundial. De 1941 a 1944, Rotari fue administrada por el reino de Rumania como parte de la gobernación de Transnistria.

## Demografía
Según el censo de 2004, los rumanos representaban el 75,21% de la población local; los ucranianos son el 18,76% y los rusos, el 5,33%.